# Кулаков, Виктор Анатольевич
Ви́ктор Анато́льевич Кулако́в (род. 21 февраля 1995, Чапаевск, Самарская область) — российский спидвейный гонщик.  Двукратный чемпион России в командном зачёте, вице-чемпион в парном зачёте, член сборной России.

## Клубная карьера
Родился в г. Чапаевске Самарской области, с детства занимался мотокроссом, основные достижения:  чемпион России в классе 50 см3 (2000), вице-чемпион России в классе 65 см3 (2005), чемпион Уральского федерального округа в классе 85 см3 (2010).
В соревнованиях по спидвею – с 2009-2010 годов.
Первая команда - «Турбина» (Балаково). Сезоны 2011 и 2012 годов провёл в составе башкирской команды «Салават», где стал призёром (3 место) юниорского личного первенства и вице-чемпионом Кубка России среди пар. 
В 2013 году перешёл в Мега-Ладу, с который выиграл два взрослых чемпионских титула и один юниорский. 
В 2015 году вернулся в балаковскую "Турбину".
С 2012 года выступает также в польской спидвейной лиге, причём в 2012, 2014 и 2015 гг. в клубах Экстралиги – высшего дивизиона Польши. В 2015 году в "Торуни" стал бронзовым призёром чемпионата Польши. Выступал также в немецкой и шведской лигах.
В 2013, 2015 и 2016 гг. вызывался в сборную России для участия в Кубке мира.

### Среднезаездный результат
| Лига          | 2010          | 2011          | 2012                 | 2013            | 2014            | 2015              | 2016                 | 2017                 | 2018              | 2019              | 2020          | 2021                  |
| ------------- | ------------- | ------------- | -------------------- | --------------- | --------------- | ----------------- | -------------------- | -------------------- | ----------------- | ----------------- | ------------- | --------------------- |
| Флаг России   | 1,000 Турбина | 1,182 Салават | 1,596 Салават        | 1,533 Мега-Лада | 1,958 Мега-Лада | 1,708 Турбина     | 2,196 Турбина        | 2,021 Турбина        | 2,452 Турбина     | 2,375 Башкирия    | -             | 1,941 Турбина         |
| (E)           | -             | -             | 0,143 Полония Быдгощ | -               | 1,500 Торунь    | 0,000 Уния Тарнув | -                    | -                    | 1,113 Уния Тарнув | -                 | 0,000 Фалубаз | -                     |
| (I)           | -             | -             | -                    | -               | -               | -                 | 1,646 Полония Быдгощ | 1,774 Полония Быдгощ | -                 | 2,411 Уния Тарнув | 2,361 Торунь  | 2,167 Выбжеже Гданьск |
| (II)          | -             | -             | -                    | 1,455 Рыбник    | -               | -                 | -                    | -                    | -                 | -                 | -             | -                     |
| Флаг Германии | -             | -             | -                    | 0,833 Ландсхут  | -               | -                 | -                    | -                    | -                 | 2,200 Ландсхут    | -             | -                     |
| (E)           | -             | -             | -                    | -               | -               | -                 | -                    | 1,421 Пиратерна      | -                 | 1,630 Роспиггарна | -             | 2,000 Вастервик       |
| (А)           | -             | -             | -                    | -               | -               | 1,750 Орнарна     | 1,870 Орнарна        | -                    | -                 | -                 | -             | -                     |

## Достижения
| - Чемпионат России по спидвею среди юниоров до 19 лет: в личном зачёте — 3 место (2011), 2 место (2013) - Чемпионат России по спидвею среди юниоров до 21 года: в командном зачёте — 1 место (2013, 2016), 3 место (2014) в парном зачёте — 2 место (2013, 2014), 3 место (2011) - Чемпионат России по спидвею в личном зачёте — 3 место (2019) в командном зачёте — 1 место (2013, 2014), 2 место (2010, 2015, 2016, 2017, 2018, 2021) в парном зачёте — 1 место (2019), 2 место (2012, 2016-2018), 3 место (2013) - Открытый чемпионат Башкортостана — 2 место (2012, Салават-Октябрьский) - Мемориал Рината Марданшина — 2 место (2012, Октябрьский) - Мемориал Анатолия Степанова — 3 место (2016, Тольятти) | На международных соревнованиях Юниорские соревнования ЛЧЕЮ — 6 место в ½ финала (2012), 5 место в ½ финала, неучастие в финале (2014), 8 место (2015) ЛЧМЮ — 16 место в ½ финала (2012), 10 место (2015), 7 место (2016) КЧМЮ — 4 место (2012, участие только в ½ финала), 2 место в ½ финала (2013, 2016), 3 место в ½ финала (2014, 2015) Взрослые соревнования ЛЧЕ — 11 место в ½ финала (2016), 6 место в ½ финала (2017), 10 место в ½ финала (2018), 7 место в ½ финала (2019) ПЧЕ — 2 место (2017) , 5 место (2018), 1 место (2019) ККМ — 9 место (2013), 7 место (2015, участие только в квалификации), 6 место (2016, участие только в полуфинале) Гран-При Челлендж 2020 – 6 место в ½ финала |  |